# Te Puna Roimata Peak
Der Te Puna Roimata Peak ist ein rund 890 m hoher Berg auf der antarktischen Ross-Insel. Er ragt 2,5 km westlich des Terra-Nova-Gletschers und 3 km südlich der Lewis Bay am unteren Nordosthang des Mount Erebus auf.
Eine McDonnell Douglas DC-10 stürzte am 28. November 1979 beim Air-New-Zealand-Flug 901 unweit dieses Berges ab. Bei diesem Unglück, an das seit 1987 eine Gedenktafel westlich dieses Berges erinnert, kamen 237 Passagiere aus acht Nationen und 20 Besatzungsmitglieder ums Leben. Die Benennung nahm das New Zealand Geographic Board nahm im Jahr 2000 die Benennung vor. Das maorische „Te Puna Roimata“ bedeutet übersetzt „Quelle der Tränen“.